# Por siempre Joan Sebastian
Por siempre Joan Sebastian es una serie de televisión mexicana producida por Carla Estrada, quien regresa al melodrama pero esta vez a un nuevo formato de serie de personalidades importantes del espectáculo en México, para Televisa en 2016. Es la serie biográfica de la vida del cantautor mexicano Joan Sebastian.
Protagonizada por José Manuel Figueroa interpretando a Joan Sebastian en su etapa adulta y Julián Figueroa en su etapa joven; las participaciones co-protagónicas de Arcelia Ramírez, Livia Brito, e Irán Castillo el regreso a la televisión de Lumi Cavazos y la participación de los primeros actores Zaide Silvia Gutiérrez y Adalberto Parra.
El estreno mundial fue el 27 de junio de 2016 a través de la cadena de habla hispana Univisión.
Se estrenó en México en el canal de las estrellas de Televisa en horario estelar el 1 de agosto de 2016 y en la nueva plataforma digital Blim.

## Elenco
| Actor / Actriz         | Personaje                       |
| ---------------------- | ------------------------------- |
| José Manuel Figueroa   | Joan Sebastian (adulto)         |
| Julián Figueroa        | Joan Sebastian (joven)          |
| Livia Brito            | Maribel Guardia                 |
| Ernesto D'Alessio      | José Miguel Figueroa            |
| Mike Biaggio           | Enrico Figueroa                 |
| Irán Castillo          | Celina Esparza                  |
| Arcelia Ramírez        | Leticia "Lety"                  |
| Alejandra Ambrosi      | Mayka Jiménez                   |
| Lumi Cavazos           | Celia                           |
| Diego de Erice         | Adrián Figueroa                 |
| Juan Pablo Gil         | Rodrigo Figueroa                |
| Martín Altomaro        | Dionisio                        |
| Zaide Silvia Gutiérrez | Hermana de Joan                 |
| Adalberto Parra        | Don Mario Figueroa              |
| Alejandra Robles Gil   | Andrea Figueroa                 |
| Ximena Martínez        | Marcela Figueroa                |
| Paty Díaz              | Ofelia de Figueroa              |
| Viviana Serna          | Nora                            |
| Jessica Decote         | Arleth Terán / Ivette Moran     |
| Darío Ripoll           | Chucho Rendón                   |
| José Angel Bichir      | Juan Román                      |
| Raquel Garza           | Madre de Mayka                  |
| Thelma Dorantes        | Chabela                         |
| Xorge Nobles           | Cándido                         |
| Mario Iván Martínez    | Doctor                          |
| Palmeira Cruz          | Mary Lupe                       |
| Ana Laura Gallardo     | Ana Lucía Figueroa              |
| Abril Rivera           | Leticia 'Lety' González (Joven) |

## Premios y nominaciones

### Premios TVyNovelas
- 2017 "Reconocimiento especial por bioserie" Por siempre Joan Sebastian - (Carla Estrada)

### TV Adicto Golden Awards
| Año  | Categoría                      | Nominados            | Resultado |
| ---- | ------------------------------ | -------------------- | --------- |
| 2016 | Revelación actoral en bioserie | José Manuel Figueroa | Ganador   |